# Újezd u Rosic
Újezd u Rosic – gmina w Czechach, w powiecie Brno, w kraju południowomorawskim. 1 stycznia 2014 liczyła 274 mieszkańców.